# Бороздина-Козьмина, Тамара Николаевна
Тамара Николаевна Бороздина-Козьмина (31 августа 1889, Кострома, Костромская губерния, Российская империя — 4 января 1959, Москва, РСФСР, СССР) — советский историк-антиковед, востоковед-египтолог, искусствовед, историк искусства. Ученица Б. А. Тураева. Младшая сестра И. Н. Бороздина. Научный сотрудник ГАИМК, сотрудница Музея изящных искусств при Московском университете.

## Биография
Тамара Николаевна Бороздина родилась в городе Костроме 31 августа 1889 года в семье дворян. В детстве перебралась в Москву. Здесь она обучалась в Московском Мариинском институте, получив среднее образование. По его окончании она поступила на Московские высшие женские курсы, где прошла обучение по двум отделениям: историко-философском и истории искусств. Уже в годы обучения здесь Тамара писала научные статьи для энциклопедических изданий и научных журналов: в 1912 году вышли её статьи по искусству стран Древнего мира, в частности Египта, Эллады и Рима в «Народной энциклопедии» издательства И. Д. Сытина. По предположению историка науки О. Томашевич, интерес к этой теме был связан с деятельностью старшего брата Тамары И. Н. Бороздина, автора многих публикаций по антиковедению, на тот момент окончившего Историко-филологический факультет Московского университета. Она же предполагает, что именно по его инициативе состоялось знакомство его сестры и египтолога Б. А. Тураева.
Согласно записи о принятии Тамары Николаевны на работу в Музей изящных искусств (открылся при Московском университете в 1912 году), она стала тогда же стала усиленно заниматься египтологией (принята на работу, по предположению Томашевич, в ноябре). По словам О. Томашевич, выбор именно этой специальности из всего антиковедения может быть следствием встречи с Тураевым, поскольку «возможно, многие из его учеников выбирали не столько специальность, сколько Учителя». Окончив Высшие женские курсы, Бороздина начала подготовку к профессорской деятельности. Египтологии её обучал Тураев, а истории искусства — В. К. Мальмберг. Тамара проходила обучение на специальных семинарах по египетскому языку и письму, попутно изучая древнееврейский. На семинарах же по истории искусства она уделяла наибольшее внимание всё тому же Древнему Египту в частности и Востоку в целом. Из «живых» языков Тамара овладела французским, немецким, английским и итальянским. В те годы Тураев готовил её как профессионального работника музея, проводя лекции прямо в его зале. В 1912 году Тамара была руководительницей экскурсионных смотров. В следующем она составила описание расположенных в его залах египетских сосудов, а в 1914 году написала обзор Отдела Востока и греко-римских древностей для «Экскурсионного вестника», поскольку Тураев считал описание коллекций первостепенной задачей. Тогда же она работала при музее в качестве ассистента при Отделении египетских и восточных древностей Музея, а затем и сверхштатного ассистента.
В 1915 году Бороздина под руководством Тураева составила «особый карточный инвентарь по Христианскому Отделу с краткими характеристиками каждого памятника». В том же году она занималась переводом древнеегипетских заклинаний для сборника, который составили Тураев и её брат, а годом позже участвовала в тураевском разборе и подготовке к печати папирусов, которые хранились в египетском отделе Музея.
Из-за событий октября 1917 года часть Музея оказалась повреждена. В связи с этим была собрана комиссия по обеспечению его сохранности, на котором присутствовала в том числе и Бороздина. Два года спустя вышла брошюра её авторства под названием «Древнеегипетский танец», которая является первой в мировой историографии работой, целиком посвящённой этой теме. Тогда же она совместно с Тураевым занималась описанием древнеегипетских памятников из Голенищенской коллекции музея, в частности проводя расшифровку древнеегипетских иероглифов. Они участвовали и в заседаниях научных сообществ, появление которых было обусловлено революцией. 7 июня 1920 года Бороздина была единогласно избрана членом ревизионной комиссии Общества по изучению древних культур. В том же году Тураев представил её к получению звания научного сотрудника ГАИМК по разряду Археологии классического Востока, где Тамара начала работу в Восточной комиссии по вопросам египтологии.
После того, как в конце июля 1920 года скончался Б. А. Тураев, его место осталось свободным, и 3 августа Тамару назначили исполняющей обязанности заведующей Египетским отделом. Эту должность с приставкой и. о. она занимала всё оставшееся время работы в Музее. В ходе работы Бороздина-Козьмина продолжала писать научные статьи, посвящённые его коптско-египетским артефактам. Большую часть своей жизни она занималась изучением коллекции древностей востоковеда В. С. Голенищева.
В 1922 году в Москве состоялся первый съезд египтологов. Тамара принимала активное участие в его организации, и когда по его итогу появилось объединение при Всероссийской научной ассоциации востоковедения, её избрали учёным секретарём его московского отделения. На этой же конференции ей поручили составить биографию Тураева, однако данная работа так и не вышла в свет, хотя Тамара «сильно берегла память об учителе», собирая связанные с ним заметки, документы и письма, а также опубликовала источниковедческие работы, посвящённые ему. В частности в 1945 году вышла её статья «Б. А. Тураев и его музейная работа» для сборника, посвящённого В. С. Голенищеву.
В 1924 году Тамара Бороздина-Козьмина числилась «учёным сотрудником-специалистом» музея; при этом она считала, что данная должность не соответствует наработанному ей стажу. В сентябре этого года она отправилась в Ялту, где осматривала древности Восточного и Художественного музеев и позднее написала о них отчёт. Через два года в июле Тамару назначили членом комиссии по осмотру египетских древностей, которые Наркомпросу подарило акционерное общество АУФ-БАН. Подобно Б. А. Тураеву, она активно работала над пополнением библиотеки Музея, в частности в 1927 году добилась от Правления ГМИИ средств на покупку редкого издания результатов египтологической экспедиции Р. Лепсиуса у вдовы Р. И. Клейна. В 1927 году Тамару назначили «заведующей Отделом Древнего Египта с исполнением обязанностей заведующего Отдела Древнего Востока вследствие продолжительного отсутствия В. М. Викентьева», а в июне она была заведующим отдела классического Востока. В 1930 или 1931 году Бороздину-Козьмину уволили «согласно личному заявлению по болезни». На тот момент она работала хранителем Египетского отдела. Информация о её дальнейшей деятельности фактически отсутствует. Известно лишь, что она скончалась 4 января 1959 года в Москве, а 11 октября того же года скончался и её старший брат. Согласно некрологу Бороздиной-Козьминой, востоковеды СССР, в первую очередь те, которые работали с нею в Государственном музее изобразительных искусств, «навсегда сохранят память о Т. Н. Бороздиной, как о хорошем товарище и ценном, высококвалифицированном научном работнике».

## Семья
Бороздина вышла замуж за Бориса Павловича Козьмина, историка-востоковеда, взяв себе двойную фамилию Бороздина-Козьмина. Семья жила в Сивцевом вражке (Москва) в несуществующем ныне доме. 5 апреля 1920 года у них родился сын Мстислав, в будущем — директор Музея литературы имени А. М. Горького, а в 1926 году ещё два сына — Вадим и Олег.